# Gørlev Sogn
Gørlev Sogn ist eine ehemalige Kirchspielsgemeinde (dän.: Sogn) auf der dänischen Insel Seeland.
Bis 1970 gehörte sie zur Harde Løve Herred im damaligen Holbæk Amt, danach zur Gørlev Kommune im Vestsjællands Amt, die wiederum im Zuge der Kommunalreform zum 1. Januar 2007 in der erweiterten Kalundborg Kommune in der Region Sjælland aufgegangen ist.

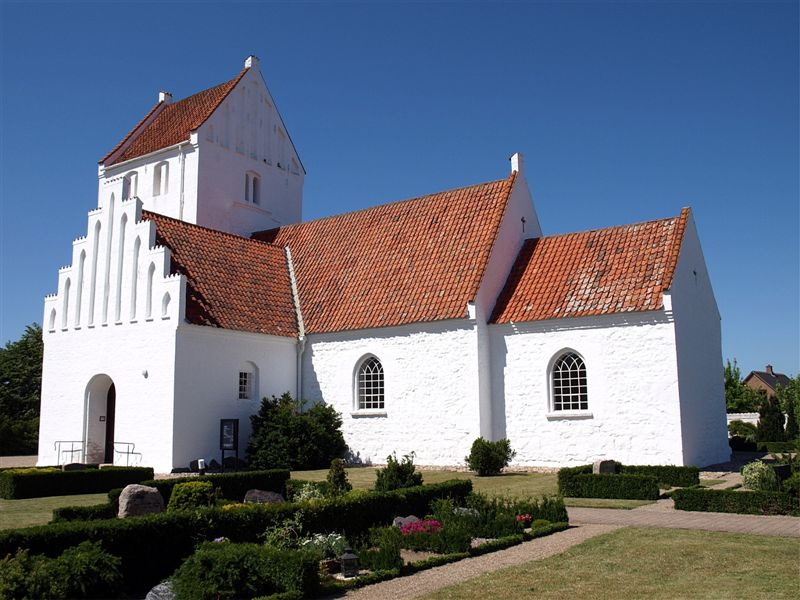
Gørlev Kirke

Am 1. Dezember 2024 wurde Gørlev Sogn und Bakkendrup Sogn zum Gørlev-Bakkendrup Sogn vereinigt.
Am 1. Oktober 2024 lebten 2.979 Einwohner im Kirchspiel, im Kirchort Gørlev leben 2.396 Menschen. Die „Gørlev Kirke“ liegt auf dem Gebiet der Gemeinde.
Nachbargemeinden waren im Norden Store Fuglede Sogn, im Nordosten Bakkendrup Sogn, im Osten Hallenslev Sogn, im Südosten Finderup Sogn, im Süden Gierslev Sogn, im Westen Kirke Helsinge Sogn, sowie im Nordwesten Svallerup Sogn.